# Gonioctena olivacea
Gonioctena olivacea là một loài bọ cánh cứng trong họ Chrysomelidae. Loài này được Forster miêu tả khoa học năm 1771.